# Cantón de Champs-sur-Marne
El cantón de Champs-sur-Marne (en francés, canton de Champs-sur-Marne) es una circunscripción electoral departamental francesa del departamento de Sena y Marne, situado en la región de Isla de Francia.
A partir de 2015, los cantones fueron disueltos como subdivisiones administrativas y pasaron a ser meras circunscripciones electorales departamentales, vigentes solamente durante las elecciones para concejales.
Por lo tanto, el cantón en Francia no es una persona jurídica, no tiene presupuesto, ni competencia, ni empleados, ni administrador, a diferencia de las comunidades de municipios u otras administraciones locales. Solo existe en el contexto de elecciones departamentales.
El "cantón" en el sentido popular ("los habitantes del cantón") es hoy, por lo tanto, una denominación desprovista de cualquier fundamento.

## Comunas hasta 2015
- Champs-sur-Marne
- Émerainville

## Comunas actuales
- Champs-sur-Marne
- Croissy-Beaubourg
- Lognes
- Noisiel

## Demografía
| 5067 | 5838 | 19 192 | 28 377 | 31 619 | 31 480 | 56 696 | 57 377 |
| Para los censos de 1962 a 1999 la población legal corresponde a la población sin duplicidades (Fuente: INSEE [Consultar]) |      |        |        |        |        |        |        |